# Анджілаванд-е Олія
Анджілаванд-е Олія (перс. انجيلاوندعليا) — село в Ірані, у дегестані Таразнагід, у Центральному бахші, шагрестані Саве остану Марказі. За даними перепису 2006 року, його населення становило 126 осіб, що проживали у складі 39 сімей.

## Клімат
Середня річна температура становить 18,73 °C, середня максимальна – 38,41 °C, а середня мінімальна – -3,16 °C. Середня річна кількість опадів – 255 мм.
| Клімат поселення                              | Клімат поселення | Клімат поселення | Клімат поселення | Клімат поселення | Клімат поселення | Клімат поселення | Клімат поселення | Клімат поселення | Клімат поселення | Клімат поселення | Клімат поселення | Клімат поселення | Клімат поселення |
| Показник                                      | Січ.             | Лют.             | Бер.             | Квіт.            | Трав.            | Черв.            | Лип.             | Серп.            | Вер.             | Жовт.            | Лист.            | Груд.            |                  |
| Середній максимум, °C                         | 13,57            | 16,04            | 20,09            | 26,83            | 32,22            | 37,32            | 38,41            | 37,43            | 33,31            | 26,41            | 19,54            | 13,69            |                  |
| Середня температура, °C                       | 5,21             | 7,68             | 11,73            | 18,47            | 23,85            | 28,96            | 31,76            | 30,78            | 26,66            | 19,76            | 12,89            | 7,03             |                  |
| Середній мінімум, °C                          | −3,16            | −0,68            | 3,37             | 10,10            | 15,48            | 20,61            | 25,12            | 24,14            | 20,02            | 13,11            | 6,26             | 0,40             |                  |
| Норма опадів, мм                              | 41               | 37               | 41               | 26               | 18               | 3                | 1                | 1                | 2                | 18               | 28               | 39               |                  |
| Середньомісячна швидкість вітру, м/с          | 1.66             | 2.27             | 2.71             | 3.20             | 3.02             | 3.00             | 3.11             | 2.95             | 2.43             | 2.36             | 2.05             | 1.86             |                  |
| Середньомісячна сонячна радіація, кДж/м²·день | 9275             | 12042            | 14706            | 18252            | 22164            | 26065            | 25493            | 23497            | 20050            | 14821            | 10966            | 8781             |                  |
| --------------------------------------------- | ---------------- | ---------------- | ---------------- | ---------------- | ---------------- | ---------------- | ---------------- | ---------------- | ---------------- | ---------------- | ---------------- | ---------------- | ---------------- |
| Джерело:                                      |                  |                  |                  |                  |                  |                  |                  |                  |                  |                  |                  |                  |                  |